# Ḩarastā
Ḩarastā (arabiska: Ḩiristā, حرستا) är en subdistriktshuvudort i Syrien.   Den ligger i provinsen Rif Dimashq, i den sydvästra delen av landet, 9 kilometer nordost om huvudstaden Damaskus. Ḩarastā ligger 710 meter över havet och antalet invånare är 37 348.
Terrängen runt Ḩarastā är platt åt sydost, men åt nordväst är den kuperad. Runt Ḩarastā är det ganska tätbefolkat, med 75 invånare per kvadratkilometer.. Närmaste större samhälle är Damaskus, 8,7 kilometer sydväst om Ḩarastā. 
Trakten runt Ḩarastā består till största delen av jordbruksmark.